# Petter Barrling
Petter Rune Ingemar Barrling (ursprungligen Johansson), född 26 maj 1979 i Linköping, är en svensk sportkommentator, som från 2002 till 2016 arbetade på C More Entertainment där han var kommentator i samband med flera större sportarrangemang som fotbollsallsvenskan, Premier League, Serie A, La Liga och SHL. Sedan 2016 har han varit en av programledarna för radioprogrammet Morgon i P4 Gävleborg. I november 2017 meddelades att Petter Barrling kommer att kommentera ishockey för Eurosport vid Olympiska vinterspelen 2018 i Pyeongchang i Sydkorea.
Barrling har tidigare arbetat på Östgöta Correspondenten, Eurosport (2000-2002, kommenterade till exempel Vinter-OS 2002) och Radiosporten (mellan 2004 och 2009). På Radiosporten startade han tillsammans med Richard Henriksson podradion Fotbollsarena Radiosporten och bevakade både Fotbolls-VM 2006 och Fotbolls-EM 2008 på plats.